# Мохув
Мохув (пол. Mochów) — село в Польщі, у гміні Ґлоґувек Прудницького повіту Опольського воєводства.
Населення — 430 осіб (2011).

## Демографія
Демографічна структура станом на 31 березня 2011 року:
|          | Загалом | Допрацездатний вік | Працездатний вік | Постпрацездатний вік |
| -------- | ------- | ------------------ | ---------------- | -------------------- |
| Чоловіки | 217     | 39                 | 153              | 25                   |
| Жінки    | 213     | 33                 | 134              | 46                   |
| Разом    | 430     | 72                 | 287              | 71                   |